# Claude Duparfait
Claude Duparfait, né le 3 décembre 1963, est un acteur français, formé à l'École du Théâtre national de Chaillot (1987) et au Conservatoire national supérieur d'art dramatique de Paris (1987-1990).
Il fait partie de la troupe permanente du Théâtre national de Strasbourg de 2001 à 2005.

## Théâtre

### Auteur
- Idylle à Oklahoma, Les Solitaires Intempestifs, 1998.
- La Fonction Ravel, récit, Les Solitaires Intempestifs, 2016.

### Comédien
- 1988 : Le Nouveau Menoza de Jakob Michael Reinhold Lenz, mise en scène François Rancillac, Festival d'Alès, Festival d'Avignon
- 1989 : Le Baladin du monde occidental de John Millington Synge, mise en scène Jacques Nichet, Théâtre des Treize Vents, tournée
- 1990 : Le Baladin du monde occidental de John Millington Synge, mise en scène Jacques Nichet, Théâtre de la Ville
- 1990 : Polyeucte de Corneille, mise en scène François Rancillac, Théâtre de Gennevilliers
- 1990 : Vie et Mort du Roi Jean de William Shakespeare, mise en scène Bernard Sobel, Théâtre de Gennevilliers
- 1991 : Andromaque de Racine, mise en scène Jean-Pierre Rossfelder, La Coursive
- 1992 : La Cerisaie d'Anton Tchekhov, mise en scène Stéphane Braunschweig,
- 1993 : Threepenny Lear de William Shakespeare, mise en scène Bernard Sobel, Théâtre de Gennevilliers
- 1994 : Docteur Faustus d'après Thomas Mann, mise en scène Stéphane Braunschweig et Giorgio Barberio Corsetti, Théâtre de Gennevilliers
- 1994 : Les Géants de la montagne de Luigi Pirandello, mise en scène Bernard Sobel, Théâtre de Gennevilliers
- 1994 : Amphitryon d'Heinrich von Kleist, mise en scène Stéphane Braunschweig, Festival d'Avignon, Théâtre de l'Athénée-Louis-Jouvet
- 1994 : Threepenny Lear de William Shakespeare, mise en scène Bernard Sobel, Théâtre de Gennevilliers
- 1996 : Sallinger de Bernard-Marie Koltès, mise en scène Anne-Françoise Benhamou et Denis Loubaton, Centre dramatique national d'Orléans
- 1996 : Peer Gynt d'Henrik Ibsen, mise en scène Stéphane Braunschweig, Festival d'automne à Paris Théâtre de Gennevilliers
- 1999 : Silence complice de Daniel Keene, mise en scène Jacques Nichet, TNT-Théâtre national de Toulouse Midi-Pyrénées
- 2000 : La prochaine fois que je viendrai au monde, mise en scène Jacques Nichet, TNT-Théâtre national de Toulouse Midi-Pyrénées, Festival d'Avignon, Théâtre des Abbesses en 2002
- 2001 : Prométhée enchaîné d'Eschyle, mise en scène Stéphane Braunschweig, Théâtre national de Strasbourg
- 2001 : L'Exaltation du labyrinthe d'Olivier Py, mise en scène Stéphane Braunschweig, Théâtre national de Strasbourg, 2002 : Théâtre national de la Colline
- 2001 : La Mouette d'Anton Tchekhov, mise en scène Stéphane Braunschweig, Théâtre national de Strasbourg
- 2002 : La Mouette d'Anton Tchekhov, mise en scène Stéphane Braunschweig, Théâtre national de la Colline
- 2002 : La Famille Schroffenstein de Heinrich von Kleist, mise en scène Stéphane Braunschweig, Théâtre national de Strasbourg
- 2003 : Petits Drames camiques de Pierre Henri Cami, mise en scène Claude Duparfait, Théâtre national de Strasbourg
- 2004 : Le Misanthrope de Molière, mise en scène Stéphane Braunschweig, Théâtre national de Strasbourg, Théâtre des Bouffes du Nord
- 2005 : Brand d'Henrik Ibsen, mise en scène Stéphane Braunschweig, Théâtre national de Strasbourg, Théâtre du Nord, Théâtre national de la Colline
- 2006 : Le Suicidé de Nikolaï Erdman, mise en scène Jacques Nichet, TNT-Théâtre national de Toulouse Midi-Pyrénées
- 2008 : Édouard II de Christopher Marlowe, mise en scène Anne-Laure Liégeois, Théâtre national de Strasbourg, Théâtre 71
- 2008 : Tartuffe de Molière, mise en scène Stéphane Braunschweig, Théâtre national de Strasbourg, Odéon-Théâtre de l'Europe, Théâtre du Nord
- 2009 : Rosmersholm d'Henrik Ibsen, mise en scène Stéphane Braunschweig, Théâtre national de la Colline
- 2010 : Combat de nègre et de chiens de Bernard-Marie Koltès, mise en scène Michael Thalheimer, Théâtre national de la Colline, il remplace l'acteur allemand Stefan Konarske.
- 2010 : Lulu de Frank Wedekind, mise en scène Stéphane Braunschweig, Théâtre national de la Colline
- 2011 : Lulu de Frank Wedekind, mise en scène Stéphane Braunschweig, MC2, Le Grand T, Théâtre national de Toulouse Midi-Pyrénées
- 2011 : Les Criminels de Ferdinand Bruckner, mise en scène Richard Brunel, Théâtre des Célestins
- 2012 : Des arbres à abattre, d'après le roman de Thomas Bernhard, mise en scène Claude Duparfait et Célie Pauthe, Théâtre national de la Colline
- 2012 : Six personnages en quête d'auteur, de Luigi Pirandello, mise en scène Stéphane Braunschweig, Festival d'Avignon
- 2013 : Les Criminels de Ferdinand Bruckner, mise en scène Richard Brunel, Théâtre national de la Colline
- 2013 : Des arbres à abattre, d'après le roman de Thomas Bernhard, mise en scène Claude Duparfait et Célie Pauthe, Théâtre national de la Colline
- 2014 : Le Canard sauvage, de Henrik Ibsen, mise en scène Stéphane Braunschweig, Théâtre national de la Colline
- 2014 : La Mission de Heiner Müller, mise en scène Michael Thalheimer, Théâtre national de la Colline
- 2015 : Les géants de la montagne, de Luigi Pirandello, mise en scène Stéphane Braunschweig, Théâtre national de la Colline
- 2016 : Le Canard sauvage, de Henrik Ibsen, mise en scène Stéphane Braunschweig, Théâtre national de la Colline
- 2016 : La Fonction Ravel, de Claude Duparfait, mise en scène Claude Duparfait et Célie Pauthe, Centre Dramatique National Besançon Franche-Comté
- 2017 : Le Froid augmente avec la clarté, d'après Thomas Bernhard, mise en scène Claude Duparfait, Théâtre national de Strasbourg, Théâtre national de la Colline
- 2018 : L'Ecole des femmes de Molière, mise en scène Stéphane Braunschweig, Odéon-Théâtre de l'Europe
- 2020 : Iphigénie de Jean Racine, mise en scène Stéphane Braunschweig, Odéon-Théâtre de l'Europe
- 2021 : Berlin mon garçon de Marie Ndiaye, mise en scène Stanislas Nordey, Odéon Théâtre de l'Europe[1].
- 2021 : Comme tu me veux de Luigi Pirandello, mise en scène Stéphane Braunschweig, Odéon-Théâtre de l'Europe
- 2023 : Mon absente de Pascal Rambert, mise en scène de l'auteur, Théâtre national de Strasbourg, MC93 Bobigny
- 2023 : Le Voyage dans l'Est de Christine Angot, mise en scène Stanislas Nordey, Théâtre national de Strasbourg
- 2023 : Oui de Thomas Bernhard, mise en scène Célie Pauthe, Nouveau Théâtre de Besançon
- 2025 : L'Hôtel du libre-Échange de Georges Feydeau, mise en scène Stanislas Nordey, Odéon-Théâtre de l'Europe, MC2

### Metteur en scène
- 1998 : Idylle à Oklahoma de Claude Duparfait d’après Amerika de Franz Kafka, CDN d’Orléans, Théâtre de Gennevilliers
- 2000 : Tartuffe de Molière, Théâtre de la Cité TNT, 2002 : Nouveau Théâtre de Montreuil, Théâtre de la Cité internationale
- 2003 : Petits Drames camiques de Pierre Henri Cami, Théâtre national de Strasbourg
- 2004 : Titanica de Sébastien Harrisson, Théâtre national de Strasbourg, 2005 : Théâtre de la Commune
- 2012 : Des arbres à abattre, d'après le roman de Thomas Bernhard, mis en scène avec Célie Pauthe, Théâtre national de la Colline
- 2013 : Des arbres à abattre, d'après le roman de Thomas Bernhard, mis en scène avec Célie Pauthe, Théâtre national de la Colline
- 2016 : La Fonction Ravel, de Claude Duparfait, mise en scène avec Célie Pauthe, Centre Dramatique National Besançon Franche-Comté
- 2017 : Le Froid augmente avec la clarté, d'après Thomas Bernhard, mise en scène Claude Duparfait, Théâtre national de Strasbourg, Théâtre national de la Colline

### Enseignement
Il a assuré la direction pédagogique de l'Atelier volant (promotion 1999-2000) du Théâtre de la Cité de Toulouse.
Responsable de la section jeu de l'école du Théâtre national de Strasbourg pour les groupes XXXIV et XXXV, il a monté Le Roi Lear de Shakespeare à la maison de Maria Casarès, à Alloue, en juillet 2004 (groupe XXXIV).
Il enseigne à nouveau à l'ERAC (École Régionale d'Acteurs de Cannes) auprès de l'ensemble 23 (2013-2016). Il y travaille l'écriture de Maurice Maeterlinck dans Pelléas et Mélisande ainsi que la versification chez Victor Hugo dans La Légende des siècles ainsi que La fin de Satan. Pauline Parigot est l'une de ses élèves.

## Filmographie
- 1998 : J'aimerais pas crever un dimanche de Didier Le Pêcheur
- 1999 : Maigret : Madame Quatre et ses enfants de Philippe Bérenger
- 1999 : La Voleuse de Saint-Lubin de Claire Devers
- 2000 : On fait comme on a dit de Philippe Bérenger

## Distinctions
- Molières 2009 : nomination au Molière du comédien pour Tartuffe
- Prix du Syndicat de la critique 2012 : meilleur comédien dans Des arbres à abattre